# Act of Parliament
Un Act of Parliament (in italiano: Atto parlamentare) è uno statuto disposto come legislazione primaria dal parlamento inglese. Nella Repubblica d'Irlanda, il cui sistema è stato mutuato da quello inglese sebbene oggi essa rappresenti uno stato a sé stante, il termine usato per descrivere questo atto è Act of the Oireachtas, mentre negli Stati Uniti esso è noto come Act of Congress.
Negli stati che compongono ancora oggi il Commonwealth inglese e che quindi spesso hanno mutuato il sistema legislativo inglese dall'epoca coloniale, il termine sussiste per indicare il medesimo atto.

## Bill
Primo elemento da preparare è la bozza di un Act of Parliament, nota come Bill o proposta di legge.
Nei territori che adottano il Sistema Westminster, i bills che hanno la possibilità di divenire legge vengono introdotti al parlamento dal governo.
Nei territori con un parlamento multicamerale, gran parte delle proposte di legge vengono dapprima introdotte nella camera bassa e poi in quella alta come spesso accade. Certi tipi di legislazione, ad ogni modo, richiedono un ordine inverso. Ad esempio le proposte di legge sulle tassazioni o ciò che concerne la finanza pubblica, sono spesso introdotte prima alla Camera dei Comuni nel Regno Unito, in Canada ed in Irlanda. Al contrario le proposte relative a leggi o bilanci di consolidamento solitamente hanno inizio dalla Camera dei Lords.
Una volta presentato, un bill deve compiere una serie di passaggi prima di divenire legge a tutti gli effetti che hanno in teoria la funzione di sviscerare il più possibile le problematiche emergenti dall'adottare una data legge e dal raccogliere attraverso la discussione il consenso più ampio possibile su una proposta.

## Atti del Parlamento nel Regno Unito

### Parlamento del Regno Unito

Rappresentazione grafica della procedura legislativa del Regno Unito.

Come abbiamo già ricordato nel paragrafo precedente, la proposta legislativa nel Regno Unito è denominata bill, e solo quando ottiene l'approvazione del Parlamento esso si trasforma in Act e diviene parte dello statuto legislativo dello stato. Vi sono due tipi di bill e di conseguenza di Act, uno pubblico ed uno privato. I Public Acts sono applicabili all'intero Regno Unito ed ai paesi che lo costituiscono (Inghilterra, Scozia, Galles ed Irlanda del Nord). I Private Acts hanno invece effetti locali o addirittura personali, concedendo speciali poteri alle autorità locali o facendo eccezioni alla legge per particolari aree geografiche.
Nel Parlamento del Regno Unito, ciascun bill passa attraverso i seguenti passaggi:
- Scrutinio pre-legislativo: non previsto per tutte le proposte di legge; solitamente una commissione unitaria di entrambe le camere rivede la proposta e vota sugli emendamenti che il governo può presentare accettandoli o rigettandoli. Il rapporto di questa commissione può essere influente per i successivi passaggi anche se può essere richiesta una seconda votazione.

1. First reading (prima lettura): questo passaggio è una formalità; non occorrono voti. Il bill viene presentato e stampato alla camera.
2. Second reading (seconda lettura): viene eseguito un dibattito sui principi generali della proposta ed è seguito da un voto.
3. Committee stage: una commissione apposita valuta la proposta e se necessario propone degli emendamenti.
4. Consideration stage (rapporto): rapporto del lavoro svolto alla camera.
5. Third reading (terza lettura): dibattito sul testo finale della proposta di legge, con l'accoglimento o meno degli emendamenti proposti.
6. Passage: il bill è inviato quindi all'altra camera (ai Lords se esso è originato dai Comuni; ai Comuni se esso è originato dai Lords), che può emendarlo se necessario.
7. Consideration of Lords/Commons amendments: dibattito che si tiene nell'altra camera opposta a quello di partenza della proposta.
8. Royal assent (assenso reale): la proposta di legge viene presentato al sovrano per la firma e diviene atto del parlamento.

### Parlamento scozzese
Nel parlamento scozzese, le proposte di legge seguono questo percorso:
1. Introduzione: la proposta di legge viene introdotta al parlamento assieme ai documenti che la accompagnano (memoriali, note, memorandum politici, ecc.).
2. Primo stadio: la proposta viene vagliata da uno o più membri della commissione parlamentare competente per presentare al parlamento i principi fondamentali della proposta. Se necessario in questo stadio intervengono anche la Commissione Finanze o quella Legislativa se sono interessate dalla proposta.
3. Secondo stadio: la proposta torna alla commissione dove può essere soggetta ad ulteriori emendamenti. Questo passaggio è simile al Committee Stage nel parlamento del Regno Unito.
4. Terzo stadio: la proposta torna al parlamento dove viene discussa e votata.
5. Assenso reale: dopo che il bill è passato, il Presiding Officer la invia al sovrano per l'assenso regio.

Procedure specifiche sono riservate per i bills of emergency, per quelli che riguardano i membri del parlamento, per le commissioni e per quelli privati.